# Умурзаков, Нурбапа
Нурбапа Умурзаков (1907, село Жамбыл, Семиреченская область, Российская империя — 20 мая 1947, Ташкент, Узбекская ССР, СССР) — советский государственный деятель.

## Биография
Происходит из рода албан Старшего жуза.

### Образование
Учился в школе-интернате Жаркента в 1918-20 и в 1923-26 гг. В 1926—1927 годах он учился в губернской партийно-советской школе, в 1930—1933 году окончил Коммунистический университет им. Ленина в Ташкенте.

### Партийная деятельность
28 октября 1937 года постановлением Центрального Исполнительного Комитета Казахской ССР Нурбапа Умурзаков был избран Председателем Центрального Исполнительного Комитета в рекордные 30 лет. В декабре того же года Умурзаков стал депутатом Верховного Совета СССР, а в январе 1938 года был избран заместителем Председателя Президиума Верховного Совета СССР.
В 1938 году на Умурзакова и других коммунистических деятелей Казахской ССР начало поступать большое количество анонимных заявлений. В связи с этим в 1939 году Нурбапу лишили мандата депутата и отправили в Башкирскую АССР директором одного из отдаленных совхозов.
После Великой Отечественной войны работал в министерстве земледелия и животноводства РСФСР. С 1945 года и до конца жизни Нұрбапа работал в Узбекской ССР, в её Центральном Комитете партии, заместителем заведующего отделом.
20 мая 1947 года он трагически погиб от рук его водителя.